# Sommerhausen
Sommerhausen là một đô thị tại huyện Würzburg bang Bayern, Đức.